# Chieri
Chieri (piemontiul: Cher) település Olaszországban, Piemont régióban, Torino megyében. Lakosainak száma 35 883 fő (2023. január 1.). Chieri Andezeno, Arignano, Baldissero Torinese, Montaldo Torinese, Pavarolo, Poirino, Riva presso Chieri, Santena és Pecetto Torinese községekkel határos.

## Népesség
A település népességének változása:
| Lakosok száma | 36 742 | 36 858 | 36 958 | 35 883 |
|               | 2017   | 2018   | 2019   | 2023   |